# Werner Hardmo
Werner Gustaf Hilmer Hardmo (ur. 25 marca 1917 w Kumla, zm. 16 września 2010 w Kumla) – szwedzki lekkoatleta chodziarz, wielokrotny rekordzista świata.
Urodził się jako Werner Pettersson, ale w 1943 zmienił nazwisko na Hardmo (od miejsca swego urodzenia). Okres jego największych sukcesów przypadł na lata II wojny światowej, kiedy Szwecja pozostała neutralna. Ustanowił wówczas 22 oficjalne i 1 nieoficjalny rekord świata na różnych dystansach chodziarskich na bieżni: na 3000 metrów, 2 mile, 5000 metrów, 10 000 metrów, 7 mil, 10 mil i w chodzie godzinnym. Między 1942 a 1945 wygrał kolejno 91 zawodów w chodzie (głównie w Szwecji).
Po wojnie nie odnosił już takich sukcesów. Został zdyskwalifikowany na mistrzostwach Europy w 1946 w Oslo w chodzie na 10 000 m. Na igrzyskach olimpijskich w 1948 w Londynie wszedł do finału tej konkurencji, ale w nim również został zdyskwalifikowany. Po igrzyskach zakończył karierę zawodniczą.
Był mistrzem Szwecji w chodzie na 10 000 metrów w 1943 i 1945 oraz w chodzie na 10 kilometrów w 1942 i 1944.
Rekordy życiowe Hardmo::
- chód na 3000 metrów – 11:51,8 (1945)
- chód na 2 mile – 12:45,0 (1945)
- chód na 5000 metrów – 20:26,8 (1945)
- chód na 10 000 metrów – 42:31,6 (1945)
- chód na 7 mil – 48:15,2 (1945)
- chód na 10 mil – 1:11:58,0 (1944)
- chód godzinny – 13593 m (1944)
- chód na 20 kilometrów (szosa) – 1:37:31